# Voo China Northwest Airlines 2119
O Voo China Northwest Airlines 2119 (ICAO: CNW 2119) foi um voo do Aeroporto Yinchuan Xihuayuan, Ninxiá, para o Aeroporto Internacional de Pequim-Capital, China. Em 23 de julho de 1993, a aeronave caiu em um lago depois que não conseguiu decolar ao tentar decolar no aeroporto de Yinchuan, matando 54 passageiros e 1 tripulante a bordo.

## Acidente
Pouco antes da rotação na decolagem, o atuador do flap do lado direito falhou, fazendo com que os flapes se retraíssem. Incapaz de colocar a aeronave no ar, a tripulação não teve outra opção a não ser abortar a decolagem. Isso falhou, no entanto, o trem do nariz levantou fazendo com que a cauda batesse na pista. A aeronave então invadiu a pista e caiu em um lago.

## Investigação
A Investigação concluiu que a causa do acidente foi a suspeita que a tripulação não conseguiu verificar se os flaps foram implantados corretamente para a decolagem.